# Olsburg
Olsburg är en ort i Pottawatomie County i Kansas. Vid 2010 års folkräkning hade Olsburg 219 invånare. Invånarantalet hade ökat något från 192 invånare vid folkräkningen 2000.